# Liste der Kulturdenkmäler in Mastershausen
In der Liste der Kulturdenkmäler in Mastershausen sind alle Kulturdenkmäler der rheinland-pfälzischen Ortsgemeinde Mastershausen aufgeführt. Grundlage ist die Denkmalliste des Landes Rheinland-Pfalz (Stand: 27. Oktober 2023).

## Grabungsschutzgebiete
| Bezeichnung                   | Lage                                       | Baujahr | Beschreibung                                          | Bild |
| ----------------------------- | ------------------------------------------ | ------- | ----------------------------------------------------- | ---- |
| Grabungsschutzgebiet Burgberg | nördlich des Ortes; Distrikt Burgberg Lage |         | vorgeschichtliche und römerzeitliche Höhenbefestigung | BW   |

## Einzeldenkmäler
| Bezeichnung                       | Lage                                                  | Baujahr                            | Beschreibung | Bild                           |
| --------------------------------- | ----------------------------------------------------- | ---------------------------------- | --- | ------------------------------ |
| Grabkreuze                        | Friedhofsweg, auf dem Friedhof Lage                   | zweite Hälfte des 19. Jahrhunderts | Grabkreuze, Gusseisen, Rheinböllener Hütte, zweite Hälfte des 19. Jahrhunderts                                                                                       | BW                             |
| Skulptur                          | Johann-Steffen-Straße, an Nr. 23 Lage                 | 19. Jahrhundert                    | Madonnenskulptur unter hölzernem Baldachin, 19. Jahrhundert | BW                             |
| Hofanlage                         | Johann-Steffen-Straße 28 Lage                         | 18. Jahrhundert                    | Hakenhof, Fachwerkhaus, teilweise massiv oder verschiefert, Krüppelwalmdach, Backes, 18. Jahrhundert, Scheune, Stall; bauliche Gesamtanlage                          | BW                             |
| Skulptur                          | Johann-Steffen-Straße, an Nr. 31 Lage                 | 19. Jahrhundert                    | Josefs-Skulptur unter hölzernem Baldachin, 19. Jahrhundert | BW                             |
| Grenzsteine                       | Johann-Steffen-Straße, am westlichen Ortseingang Lage | 1776                               | drei Grenzsteine, zwei bezeichnet 1776 | BW                             |
| Katholische Pfarrkirche St. Lucia | Kirchstraße 5 Lage                                    |                                    | romanischer (?) Westturm mit Schweifhelm von 1928; Kirchenschiff Neubau von 1965; außen Grabkreuz, Basalt, bezeichnet 1801                                           | weitere Bilder Fotos hochladen |
| Pfarrhaus                         | Kirchstraße 8 Lage                                    | zweite Hälfte des 19. Jahrhunderts | ehemaliges Pfarrhaus; Massivbau, bezeichnet 1903, im Kern wohl aus der zweiten Hälfte des 19. Jahrhunderts, Fachwerkscheune, teilweise massiv; bauliche Gesamtanlage | BW                             |
| Grabkreuz                         | Kirchstraße, bei Nr. 9 Lage                           | 1748                               | Grabkreuz, Basalt, bezeichnet 1748 | BW                             |
| Quereinhaus                       | Zum Mautzbach 1 Lage                                  | 1902                               | Quereinhaus, teilweise verschiefert, bezeichnet 1902 | BW                             |
| Kaspersmühle                      | nördlich des Ortes Lage                               | 19. Jahrhundert                    | eingeschossiger Fachwerkbau, Wasserrad, 19. Jahrhundert | BW                             |
| Wegekreuz                         | südöstlich des Ortes Lage                             |                                    | Grabkreuz, Gusseisen | BW                             |